# Республіка Юкатан
Республіка Юкатан (ісп. República de Yucatán) — сепаратистська держава, яка відділилася від Мексики через скасування в країні федеративного устрою. Республіка існувала з 16 березня 1841 по 14 липня 1848 року.

## Історія
У жовтні 1841 місцева палата депутатів прийняла Закон про незалежність півострова Юкатан. Нова конституція Другої Федеральної Республіки 1841 була заснована на Конституції штату Юкатана 1825 року, а також містила пакет реформ, розроблений ліберальним адвокатом М. Г. Крессенсією Рехон (ісп. Manuel Crescencio García Rejón).
У 1841 році штат Табаско оголосив про своє відокремлення від Мексики, і М. Барбачано, тоді губернатор Юкатана, послав комісію на чолі з Х. Сьєррою О'Рейлі (ісп. Justo Sierra O'Reilly), для того, щоб зустрітися з владою Табаско і запропонувати їм створення незалежної від Мексики федеративної республіки, утвореної двома державами. Однак ідея не вдалася, оскільки Табаско повернувся до складу Мексики в 1842 році. Восени 1841 президент Мексики Антоніо Лопес де Санта-Анна направив до Юкатан уродженця  Мериди А. Кінтану Роо (ісп. Andrés Quintana Roo) для встановлення діалогу з сепаратистами. Переговори виявилися успішними, і в кінці листопада були підписані угоди, за якими Юкатан зберігав своє митно-тарифне законодавство і вільне ввезення товарів в порти Республіки.
У Мехіко домовленості між А. Кінтана-Роо і Юкатаном були проігноровані. Центральний уряд вимагав, щоб Юкатан приєднався до Мексиці і повністю прийняв план Такубая, за яким Юкатанська територія повинна була увійти з урахуванням всіх законів, прийнятих конгресом, скликаними Санта-Анною. Він також вимагав, щоб Юкатан розірвав усі стосунки з Республікою Техас, тому що Мексика була в стані війни з техасцями.

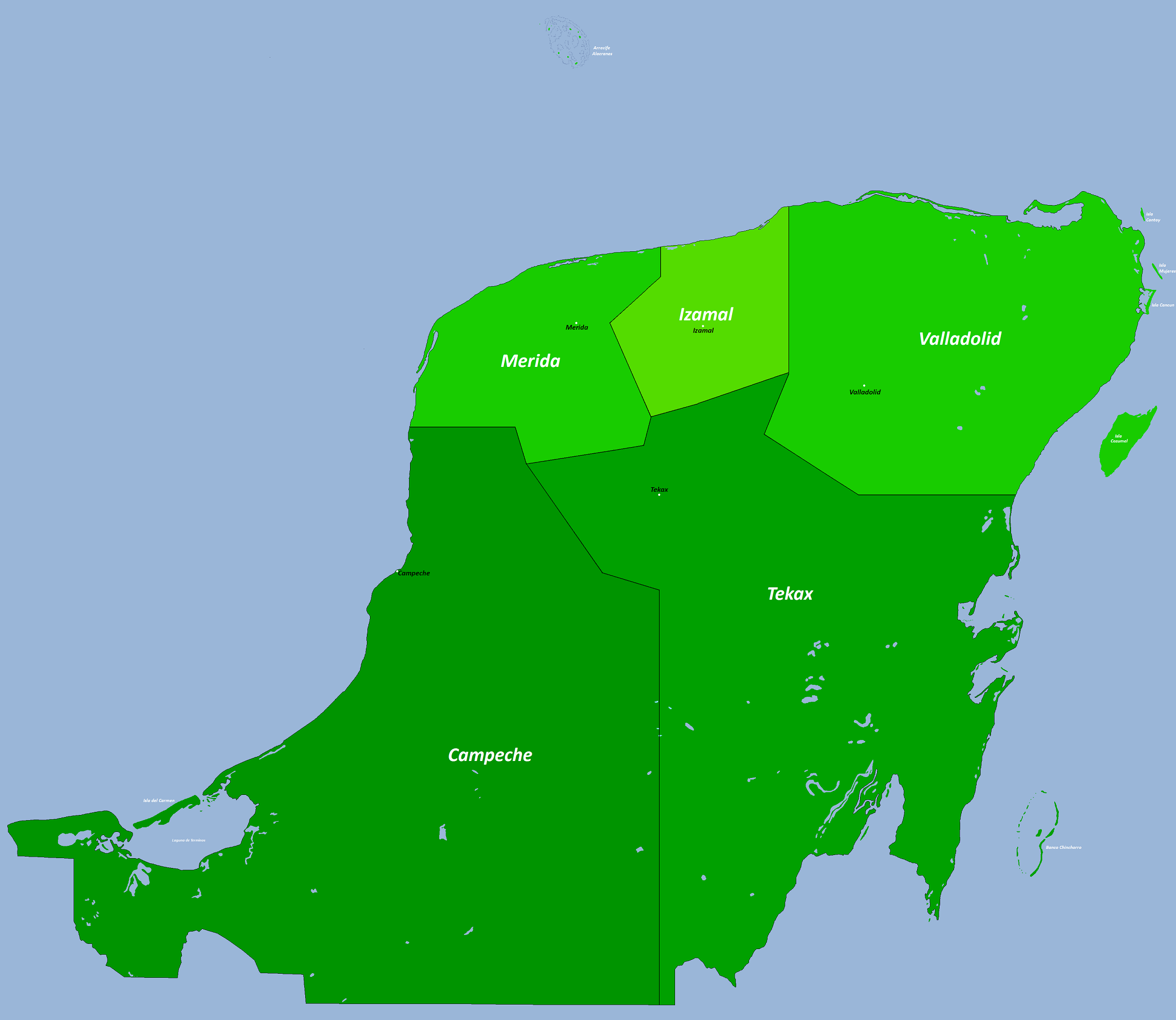
Республіка Юкатан була розділена на 5 округів.

Втративши терпіння і зазнавши невдачі в умовляннях влади Юкатана, президент Санта-Анна послав війська на півострів. У серпні 1842, після захоплення стратегічно важливого острова Кармен (ісп. Carmen) (нині Сьюдад-дель-Кармен), урядові війська встановили блокаду узбережжя Юкатана. Протягом декількох днів президентські війська взяли кілька міст сепаратної республіки. Однак, дізнавшись, що війська сепаратистів більш ніж в два рази за чисельністю перевершують атакуючі президентські війська, мексиканський генерал Пенья (ісп. Peña y Barragán) здався і погодився відвести свої війська морем в Тампіко (штат Тамауліпас).
Незважаючи на це, Санта-Анна відмовився визнати незалежність Юкатана і заборонив заходження суден під прапором Юкатана в порти Мексики і навпаки. Це припинило всяку торгівлю Юкатана з Мексикою, що призвело до глибоких економічних проблем у республіці. Барбачано, знаючи, що Санта-Анна зазнав поразки у війні на Юкатані, вирішив вести переговори з центральним урядом. Юкатан запропонував декілька умов центральному уряду. Санта-Анна все ж погодився на декілька умов, які дали повну автономію Юкатані 5 грудня 1843. Юкатан відновив торгівлю з Мексикою і Республіка зберегла свій суверенітет.
Така ситуація тривала недовго. Мексиканський уряд 21 лютого 1844 року постановив, що унікальні права і автономія, надані Юкатані, є неконституційними. Наприкінці 1845 року мексиканський Конгрес скасував конвенції грудня 1843 року, та Асамблеї Юкатана, який проголосив свою незалежність 1 січня 1846 року. Вдобавок до протирічь між Юкатаном і центром, сепаратна республіка стикалася із внутрішніми розбіжностями між прихильниками двох особистостей. У Мериді концентрувалися прихильники М. Барбачано, а в Кампече — С. Мендеса (ісп. Santiago Méndez). Це суперництво призвело до того, що в цих містах були сформовані два різних уряду Юкатана. До цього можна додати третю велику групу — індіанців мая.
22 серпня 1846 року тимчасовий президент Мексики Х. М. Салас відновив федеральну конституцію 1824 і федеральну систему правління. Барбачано зустрів цю звістку з ентузіазмом і погодився повернути Юкатан в лоно Мексики, а от Мендес відповів, що почне війну і буде відстоювати незалежність Юкатана, і заявляв, що входження Юкатана до складу Мексики втягне його в війну з США.

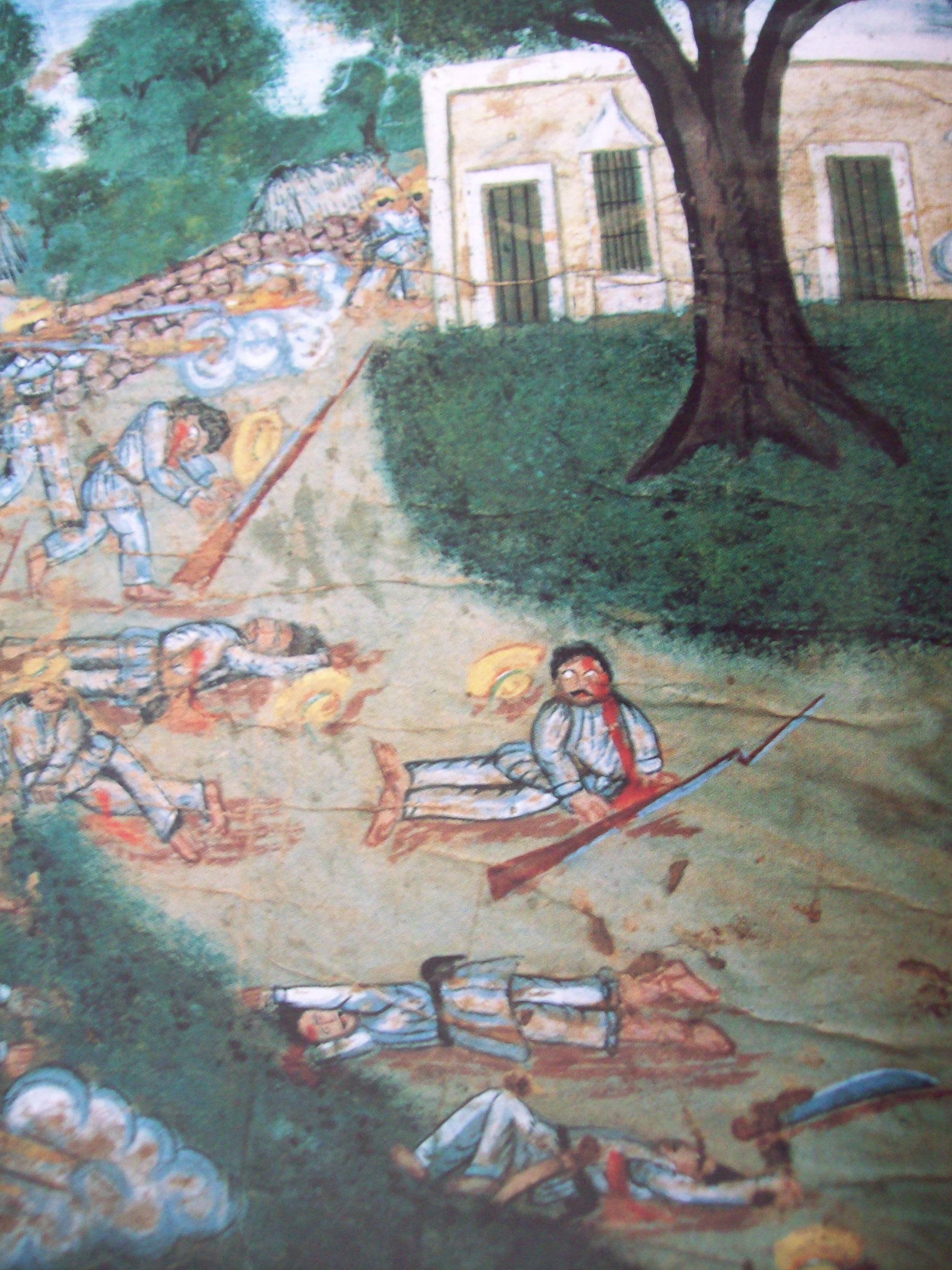
Війна Каст, картина сер. 19 століття.

У жовтні 1846 флот США взяв Сьюдад-Кармен і блокував територію. 21 січня 1847 Сантьяго Мендес переніс столицю Юкатана в Кампече, який був кілька місяців відрізаний американським флотом від торгівлі з Техасом, Меридою і Мехіко. Водночас мая, які платили високі податки при найгірших умовах праці, сформували збройні загони, і повстали проти білих і метисів 30 липня 1847 в Тепіч (ісп. Tepich), сіючи жах і викликаючи сильні руйнування і порушення комунікацій. Це повстання, що тривало до 1902 року, і відоме в історії як Війна Каст, очолили касик (вождь) Чічіміли М. А. Ай (ісп. Manuel Antonio Ay, cacique de Chichimilá), касик Тепічу С. Чі (ісп. Cecilio Chi cacique de Tepich) і касик Тіхосуко Х. Пат (ісп. Jacinto Pat, cacique de Tihosuco). Спочатку М. А. Ай був заарештований за прозелітизм, і страчений 26 липня 1847 року. У зв'язку з цим С. Чі взяв Тепіч і вбив всіх білих. Уряд відповів терором, а війська повстанців поповнювалися за рахунок нових індіанців, які вбивали неіндіанців і палили села. 21 лютого 1848 року, коли урядові війська взяли міста Пето (ісп. Peto), Вальядолід, Ісамаль (ісп. Izamal) та інші 200 сіл, індіанці на чолі з В. Пеком (ісп. Venancio Pec) напали на Бакалар (ісп. Bacalar), винищивши майже всіх його жителів.
Уряд Мендеса стояв перед серйозною проблемою внутрішньої безпеки та захисту торгівлі. Мендес направив делегацію на чолі з суддею Х. Ровіри (ісп. Jose Rovira) в столицю США Вашингтон, щоб переконати американський уряд в нейтралітеті Юкатана в американо-мексиканської війни і зняти блокаду. Ровіра, мабуть, припускав анексію Юкатана Сполученими Штатами. Президент останніх вхопився за цю ідею і провів у Палаті представників Конгресу США Білль про Юкатан, який, проте, не був прийнятий Сенатом, оскільки війна США і Мексики затягнулася і була обтяжлива для бюджету, і нова війна з індіанцями Юкатана Америці була не потрібна. У відчаї президент Сантьяго Мендес пропонував Юкатанський суверенітет то іспанському губернатору Куби, то англійському губернатору Ямайки, але ніхто не відгукнувся на його пропозиції.
Повстання індіанців було настільки велике, що поставило під загрозу існування некорінного населення на півострові. Нарешті, пішовши на деякі поступки індіанцям, уряду Юкатана вдалося умовити Пата скласти зброю. Чі виявився більш радикальним і продовжував боротися за повне знищення білих, і відкинув угоду з урядом. У квітні 1848 президентом Юкатана знову став прихильник єдності з усією іншою Мексикою на федеративних умовах М. Барбачано. Президент Мексики Х. Х. Еррера (ісп. José Joaquín Herrera) дав 150000 песо і зброю з припасами Юкатану. Повстання мая було придушене в серпні 1848 року, 17 серпня Барбачано наказав відновити союз з Мексикою.